# D'Arcy Wentworth Thompson (1829-1902)
Pour son fils, voir D'Arcy Wentworth Thompson (1860-1948).
D'Arcy Wentworth Thompson  est un latiniste, un linguiste et un philosophe irlandais (1829 - 26 janvier 1902) qui fut pendant près de 40 ans professeur de grec au Queen's College de Galway. Il est l'auteur de plusieurs ouvrages, notamment de A Latin Grammar for Elementary Class (1857); Ancient Leaves (1862), Day Dreams of a Philosopher (1864) et The Wit and Wisdom of Athenian Drama (1867).